# Колодезі (Спас-Деменський район)
Колодезі (рос. Колодези) — присілок в Спас-Деменському районі Калузької області Російської Федерації.
Населення становить 1 особу. Входить до складу муніципального утворення Присілок Нестери.

## Історія
Від 2004 року входить до складу муніципального утворення Присілок Нестери

## Населення
| 2002 | 2007 | 2010 |
| ---- | ---- | ---- |
| 3    | ↗4   | ↘1   |